# فيث إيفانز
فيث ريني إيفانز (بالإنجليزية: Faith Evans)‏ (ولد في 10 يونيو 1973) مغنية وكاتبة أغاني أمريكية. ولدت في ليكلاند بولاية فلوريدا ، ونشأت في نيو جيرسي ، وانتقلت إلى لوس أنجلوس عام 1991 للعمل في مجال الموسيقى.

## روابط خارجية
- فيث إيفانز على موقع IMDb (الإنجليزية)
- فيث إيفانز على موقع ألو سيني (الفرنسية)
- فيث إيفانز على موقع ميوزك برينز (الإنجليزية)
- فيث إيفانز على موقع أول موفي (الإنجليزية)
- فيث إيفانز على موقع قاعدة بيانات الأفلام السويدية (السويدية)
- فيث إيفانز على موقع إن إن دي بي (الإنجليزية)
- فيث إيفانز على موقع أول ميوزيك (الإنجليزية)
- فيث إيفانز على موقع ديسكوغز (الإنجليزية)
- فيث إيفانز على موقع قاعدة بيانات الفيلم (الإنجليزية)
- فيث إيفانز على موقع كينوبويسك (الروسية)